# Durch die gelbe Hölle
Durch die gelbe Hölle (Originaltitel: Destination Gobi) ist ein US-amerikanischer Kriegsfilm aus dem Jahr 1953 von Robert Wise mit Richard Widmark und Don Taylor in den Hauptrollen. Das Drehbuch basiert auf der Kurzgeschichte Ninety Saddles for Kengtu von Edmund G. Love.

## Handlung
Im November 1944 ist der Oberbootsmann (Chief Bosun Mate) McHale entsetzt, als er erfährt, dass er von seinem Flugzeugträger zu einer von der Marine betriebenen Wetterstation in der Wüste Gobi in der Inneren Mongolei versetzt wird. Captain Gates erklärt McHale, dass genaue Wettervorhersagen für den Erfolg der Alliierten im Pazifik entscheidend sind und dass der Meteorologe Lieutenant Commander Wyatt und seine Crew, bestehend aus Jenkins, Walter Landers, Coney Cohen, Elwood Halsey, Frank Swenson und Paul Sabatello, seine praktische Erfahrung brauchen. 
Trotz seiner Sehnsucht nach dem Meer gewöhnt sich McHale in den folgenden sechs Monaten an das Leben in der Wüste, obwohl Wyatt von McHales Abhängigkeit von der strengen Befehlskette des Militärs verwirrt ist. Drei Wochen vor ihrer Ablösung erfährt die Mannschaft, dass japanische Kavallerie in der Nähe gesichtet wurde. McHale beginnt mit Plänen zur Verstärkung der Verteidigung des Außenpostens. Die Gruppe ist verblüfft über die Ankunft eines Stammes nomadischer Mongolen, die in der Oase der Station lagern. Nachdem er festgestellt hat, dass die Marinesoldaten nicht an dem Gras der Oase interessiert sind, zeigt der Anführer der Mongolen, Kengtu, kein weiteres Interesse an ihnen, bis Elwood versucht, Fotos von dem Stamm zu machen. Die Mongolen reagieren feindselig, aber McHale gewinnt Kengtus Respekt, als er ihm zeigt, wie die Kamera funktioniert. Als der ehemalige Cowboy Jenkins die Reitkünste der Mongolen beobachtet, sinniert er, dass sie eine ausgezeichnete Kavallerie abgeben würden.
Am nächsten Tag befiehlt Kengtu seinen Leuten, die vielen Dinge zurückzugeben, die sie von der Station gestohlen haben. McHale erlaubt ihnen, seine eigene Mütze und Wyatts Ausgehuniform zu behalten. Später an diesem Tag erfahren die Amerikaner, dass sie aufgrund des zunehmenden Drucks des Feindes nicht abgelöst werden. In der Hoffnung, die Mongolen davon zu überzeugen, ihnen bei der Verteidigung der Station zu helfen, fordert McHale sechzig Sättel an. Obwohl der Befehl auf Verwirrung stößt, treffen die Sättel bald ein und die begeisterten Mongolen beginnen mit dem Training mit Jenkins, der sie als „1. Mongolische Kavallerie der US-Marine“ bezeichnet. Es dauert jedoch nicht lange, bis das Lager von japanischen Flugzeugen bombardiert wird und Wyatt und mehrere Mongolen getötet werden. Das Funkgerät wird ebenfalls zerstört und McHale ist enttäuscht, als die Mongolen verschwinden und sie allein und schutzlos zurücklassen. 
Anstatt 300 Meilen zur nächsten Wetterstation zu laufen, die ebenfalls angegriffen worden sein könnte, beschließt McHale, dass die Männer 800 Meilen zum Meer zurücklegen sollten. Die Männer sind verblüfft, aber McHales Entschlossenheit, zum Meer zurückzukehren, siegt und sie machen sich zu Fuß auf den Weg. In der Hoffnung, Peking zu erreichen und von dort nach Okinawa zu segeln, das von amerikanischen Streitkräften besetzt ist, treibt McHale die Männer weiter. Sie halten an einer Oase, an der einige chinesische Händler lagern. Ebenfalls in der Oase sind Kengtu und seine Leute. McHale wirft dem Anführer vor, sie im Stich gelassen zu haben. Kengtu antwortet, dass er sein Volk vor den „Vögeln im Himmel“ schützen müsse. Als McHale Schutz im Austausch für die Sättel verlangt, gibt Kengtu die Sättel zurück. Der chinesische Händler Yin Tang bietet McHale vier Kamele für die Sättel an. Am nächsten Tag reisen die Amerikaner mit den Chinesen. 
In der folgenden Nacht versucht der verräterische Yin Tang die Amerikaner zu töten, wird aber durch die Ankunft von Kengtu und seinen Männern aufgehalten. Kengtu teilt McHale mit, dass seine Leute die Sättel zurückhaben möchten und bereit sind, die Amerikaner nach Peking zu eskortieren, vorausgesetzt, sie kleiden sich in einheimischer Kleidung, um den Japanern aus dem Weg zu gehen. McHale stimmt zu, obwohl die Männer befürchten, dass sie als Spione betrachtet werden, wenn sie gefangen genommen werden, weil sie keine Uniform tragen. Kengtus Plan scheint jedoch zu funktionieren, bis sie das chinesische Dorf Sangchien erreichen, eine Garnison der Japaner. Der machthungrige Mongole Tomec, der die lästigen Amerikaner satt hat, scheint Kengtu zu überreden, sie auszuliefern, und McHale ist entsetzt, als Kengtu sie in einen Hinterhalt japanischer Soldaten führt. Die Amerikaner werden in ein Gefangenenlager in der Nähe des Ozeans gebracht. Als er vom japanischen Lagerkommandanten befragt wird, weigert sich McHale, irgendwelche Informationen über die verbleibenden Wetterstationen preiszugeben. Wütend hält der Offizier die Männer für Spione und nicht für Kriegsgefangene, was bedeutet, dass sie erschossen werden. Ihre Depression wird jedoch durch die Ankunft eines von Kengtus Männern, Wali-Akhun, gemildert, der verhaftet wurde, als er Wyatts Uniform trug. Wali-Akhun informiert sie, dass Kengtu ihre Flucht arrangiert hat. In dieser Nacht schleichen sie sich aus dem Lager zu den Docks, wo Kengtu mit einer chinesischen Dschunke wartet. Kengtu erklärt McHale, dass er sie nicht verraten, sondern die japanischen Soldaten ausgetrickst habe, um sie zum Meer zu bringen. Ein Alarm ertönt, und als sich ein japanischer Suchtrupp nähert, sind Kengtu und seine Männer gezwungen, an Bord der Dschunke zu gehen und die Amerikaner zu begleiten. Sie werden von einem Motorboot verfolgt, können es jedoch mit einer alten, durch die Mongolen gestohlenen Kanone versenken. Coney wird bei dem Kampf getötet, die Männer segeln ernüchtert nach Okinawa. 
Elf Tage später wird die Dschunke von amerikanischen Flugzeugen entdeckt, die sie gerade bombardieren wollen, bis sie ein großes Schild mit der Aufschrift „USS Cohen“ darauf sehen. Die Männer werden gerettet, bald darauf wird Kengtu zusammen mit sechzig Satteldecken zu seinem Volk zurückgebracht. Kengtu und McHale verabschieden sich. Als McHale versucht zu erklären, dass er nicht der Oberbefehlshaber der Marine ist, wie Kengtu fälschlicherweise angenommen hatte, antwortet Kengtu, dass es der Fehler der Marine sei, nicht seiner.

## Hintergrund
Gedreht wurde der Film vom 23. Juli bis zum 2. September 1952.
Nach dem Vorspann heißt es in einem Vorwort: „In den Aufzeichnungen der Navy in Washington gibt es einen obskuren Eintrag mit der Aufschrift ‚Saddles for Gobi‘. Dieser Film basiert auf der Geschichte hinter diesem Eintrag, einer der seltsamsten Geschichten des Zweiten Weltkriegs.“ Laut Werbung des Studios basierte Edmund G. Loves Kurzgeschichte auf einem Vorfall, bei dem US-Militärmeteorologen, stationiert in der Wüste Gobi, einem mongolischen Stamm als Zeichen guten Willens neunzig Sättel schenkten. Nachrichtenmeldungen und Studiowerbung führen als Drehorte die Gemeinden Nixon und Fallen im Bundesstaat Nevada auf. Auch spielten Indianer vom Stamm der Paiute, die in einem Reservat in Nixon lebten, die mongolischen Statisten.
Der Film war Robert Wises erster Farbfilm. Lewis H. Creber und Lyle R. Wheeler oblag die künstlerische Leitung. Verantwortliche Toningenieure waren Harry M. Leonard und Arthur von Kirbach. Matthew Yuricich schuf die visuellen Effekte. Musikalischer Direktor war Alfred Newman.

## Synchronisation
| Rolle           | Schauspieler    | Deutscher Synchronsprecher |
| --------------- | --------------- | -------------------------- |
| CBM McHale      | Richard Widmark | Arnold Marquis             |
| Jenkins         | Don Taylor      | Herbert Stass              |
| Walter Landers  | Max Showalter   | Alexander Welbat           |
| Kengtu          | Murvyn Vye      | Paul Wagner                |
| Coney Cohen     | Darryl Hickman  | Michael Chevalier          |
| Elwood Halsey   | Martin Milner   | Horst Gentzen              |
| Lt. Cmdr. Wyatt | Russell Collins | Eduard Wandrey             |
| Wali-Akhun      | Leonard Strong  | Hans Hessling              |
| Yin Tang        | Edgar Barrier   | Alfred Balthoff            |
| Frank Swenson   | Earl Holliman   | Klaus Herm                 |
| Lagerkommandant | Richard Loo     | Fritz Tillmann             |

Anmerkung: Die kursiv geschriebenen Namen sind Rollen und Darsteller, die nicht im Abspann erwähnt wurden.

## Veröffentlichung
Die Premiere des Films fand am 20. März 1953 in Los Angeles statt. In der Bundesrepublik Deutschland kam er am 20. November 1954 in die Kinos, in Österreich bereits im Februar 1954.

## Kritiken
Der Filmkritiken-Aggregator Rotten Tomatoes hat in einer Auswertung ein Publikumsergebnis von 38 Prozent positiver Bewertungen ermittelt.
A. H. Weiler von der The New York Times befand, der Film verbinde auf faszinierende Weise eine willige Besetzung, jede Menge Lacher, knackige Dialoge, einen ungewöhnlichen Schauplatz und einige plausible und unwahrscheinliche Wagemutsakte zu einer leichten, aber fesselnden und spannenden Unterhaltung. Manny Farber schrieb im Magazin The Nation, der Film sei gut komponiert aus einer Abfolge von Panoramaaufnahmen und schnellen Actionszenen, leide aber unter Wises Verlust des Bezugs zum Realismus in der Darstellung. Der Kritiker des TV Guide sah eine ziemlich eigenartige Kriegsgeschichte, die auf Tatsachen beruhe, aber stark auf Fiktion basiere. Der Film biete hervorragende Actionsequenzen von Robert Wise, großartige Wüstenschauplätze und eine unterhaltsame Darstellung von Widmark, der während des gesamten Films völlig angewidert von Sand, Sonne und Wüstenhitze wirke. Das Lexikon des internationalen Films schrieb: „Naiv-rührendes Heldenepos mit patriotischen Klängen, das dem ernsten Kriegshintergrund in keiner Weise gerecht wird.“